# Löwen (adelsätt)
Löwen, von Löwen eller Löwe är en svensk adlig ätt, härstammande från Estland. Grenar av ätten har upphöjts i friherrlig och grevlig rang i Sverige. En av de svenska friherrliga ätterna fortlever, varav huvudmannagrenen som förut var fideikommissarier för Trollesund skriver sig Trolle-Löwen.
Släkten immatrikulerades 1746 på Estlands Riddarhus, men är numera utslocknad i Estland.

## Adliga ätten Löwe nr 1739
Ättens äldste, säkert belagde, stamfar är befallningsmannen i Rapla socken i Estland, ryttmästaren Gerhard (Gerdt) Löwe (död 1609). Ätten blev naturaliserad i Sverige med hans söner Gerhard och Fredrik Löwe som erhöll vapenförbättring 1649. Deras barn kallade sig (von) Löwen. De hade en tredje bror, Georg Löwe, som avled redan 1631. Hans ättlingar räknades 1671 in i den svenska adelsätten men saknas i den genealogiska litteraturen.
Om ättens ursprung ges motstridiga uppgifter i litteraturen. De säkraste uppgifterna finns i baron Gustaf Reinhold von Löwens släktträd. Han ledde Estlands riddarhus 1734-1737. Vid den tiden var det mycket viktigt att de genealogiska uppgifterna om provinsens adel stämde då de skulle anpassas till den ryska överhetens adelsregler. Enligt hans släktträd var Gerhard Löwes far Johann von Löwen, som var gift med Margaretha von Lennepen. Johann verkade som hovfogde hos hertig Magnus av Holstein. Magnus höll hov i Põltsamaa (tyska Oberpahlen). Johann anges som en herre från Rapla (tyska Rappel). I två andra släktträd uppgjorda 1728 respektive 1732 upptas Johanns far Friedrich med hustru Sophia von Landskronen och Friedrichs far Gerhard med hustru Anna van Eldern. För dessa anges en härstamning utanför Estland men det torde vara oriktigt. Deras hem ska sökas i Rapla och sätesgården Kabala (tyska  Kappel). Släktens ursprung är i Livland och männen i släkten har höjt sin status som vasaller, genom äktenskap med adelsdamer och hovtjänst hos hertig Magnus tills de uppnådde verkligt adelskap. Vapenskölden har Johann möjligen tagit efter sin hustrus borgerliga vapen, staden Lenneps stående lejon. Ätten introducerades på Estlands riddarhus i klass I, vilket innebar att den före 1561 hade varit adlig i Tyska ordensstaten. Adelskapet bör därför ha uppnåtts senast i mitten av 1500-talet.
Gerhard Löwes sonson Johan Christoffer Löwen flyttade till Sverige och var ryttmästare vid ett kavalleri i Skåne. Johan Christoffer Löwes hustru var Metta Bille af Dybeck. Av deras tre barn blev dottern Brita gift med en ofrälse löjtnant, och yngste sonen Christian Fredrik Löwe löjtnant vid Artilleriet samt gift med Elsa Bildensköld. Gerhard Löwes adliga gren slocknade på svärdssidan med sistnämnda makars son Sten Joachim Löwen, som var ryttmästare vid Adelsfanan innan han 1773 gick i rysk tjänst där han blev överstelöjtnant. Hans dotter Gustafviana Elisabeth Löwe var hustru till Jacob Johan Anckarström som halshöggs för mordet på Gustav III.
Gerhard Löwes bror Fredrik Löwe, var liksom brodern verksam i Estland men deltog senare med stor utmärkelse i trettioåriga kriget och i Karl X Gustavs krig och blev slutligen generallöjtnant 1657. Hans son Georg Johan von Löwen ärvde hans många gods där, och var gift med Barbara von Fersen. Av deras söner bör nämnas sedermera översten Otto Wilhelm Löwen (1659-1712), gift med Helena Tott af Skedebo. Av deras barn, vilka alla kallade sig Löwen, förde tre söner ätten vidare på svärdssidan, vilka kom att bli stamfäder för tre grenar, Axel (1686-1772), Johan (1697-1775) och Fabian Löwen (1699-1773). Genom dessas upphöjelser i högre värdigheter kom den adliga ätten att bli utgången.

## Friherrliga ätten nr 233
Johan Löwen (1697-1775) var president i Kammarrevisionen  och i Statskontoret. Han upphöjdes till  friherre 1751 och introducerades på nummer 233, men sedan han förblev ogift slocknade hans släktgren med densamma 1775.

## Grevliga ätten nr 84
Axel Löwen (1686-1772) upphöjdes till friherre 1731 och introducerades på nummer 207. När han upphöjdes till greve 1751 kom den friherrliga ätten att bli utgången. Den grevliga ätten introducerades året därpå på nummer 84. Axel Löwens första hustru, grevinnan Sophia Piper, var dotter till Carl Piper och Christina, född Törnflycht. Andra hustrun var grevinnan Eva Horn af Ekebyholm. En dotter i andra äktenskapet var Eva Helena Löwen. Ätten kom att fortleva på svärdssidan med en son ur första äktenskapet, landshövdingen Axel Löwen den yngre.
Den grevliga ätten utslocknade 1926 på svärdssidan.

## Friherrliga ätten nr 276
Fabian Löwen (1699-1773) upphöjdes till friherre 1766 och hans söner introducerades 1776 på nummer 276. Hans hustru hette Sophia Trolle och var dotter till överstelöjtnanten Fredrik Trolle och Brita Ramel. Fabian Löwen instiftade Sjösa och Häringe i Södermanland till fideikommisser. Ätten fortlevde därifrån i två grenar, via Axel Wilhelm och Otto Johan Löwen.
Axel Wilhelm Löwen var kammarherre och gift med friherrinnan Meijendorff von Yxkull. Deras son Axel Fabian Löwen (1775-1829) ärvde Trollesund genom sin farmors far vid sidan av flera andra gods, och fick tillstånd att bära namnet Trolle-Löwen samt bära ätten Trolles vapen.
Yngre grenen utgick från ovan nämnde Otto Johan Löwen, som var rustmästare i armén och gift med grevinnan Ulrika Cronstedt vars mor var född grevinna och dotter till Swen Lagerberg. Deras ena dotter gifte sig med sin kusin från äldre ätten, och blev stammoder till den grenen. Med en av Otto Johan Löwens söner, Axel Wilhelm Löwen, slocknade den yngre grenen på svärdssidan 1863.
Huvudmannagrenen utgår från kaptenen friherre Otto Wilhelm Fabian Trolle-Löwen och hans hustru Anna Charlotta Cederstråle, dotter till Erik Tholander Cederstråle och Sophia Christina Cederstråle till Ekedal. Familjesätet var Lövsunds herrgård. Sedan den siste fideikommissarien friherre kammarherre August Trolle-Löwen avlidit avvecklades fideikommisset Trollesund.

## Personer med efternamnet Löwen
- Axel Löwen (1686–1772), greve, fortifikationsofficer och riksråd
- Axel Löwen (1729–1802), friherre, general och landshövding
- Eva Löwen (1743–1813), grevinna, politiskt aktiv
- Fabian Löwen (1699–1773), friherre, militär och politiker
- Georg Löwe (1625-1699), överstelöjtnant
- Gerhard Löwen (1868–1938), friherre, diplomat
- Gustaviana Elisabet Löwen (1764–1844), hustru till Jakob Johan Anckarström, Gustav III:s mördare
- Henriette Löwen (1831–1898), skolledare
- Otto Wilhelm Löwen (1659–1712), militär och ämbetsman
- Robert Löwen-Åberg (1924–2013), journalist, målare, tecknare och grafiker
- Sven Löwen (1808–1868), greve och militär